# 背絲夢角鮟鱇
背絲夢角鮟鱇，為輻鰭魚綱鮟鱇目棘茄魚亞目夢角鮟鱇科的其中一種。分布於南冰洋海域，屬深海魚類，棲息深度約0至2000公尺，體長可達15公分。

## 扩展阅读
維基物種上的相關：背絲夢角鮟鱇